# Philipp (Sachsen-Merseburg-Lauchstädt)

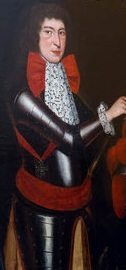
Herzog Philipp von Sachsen-Merseburg-Lauchstädt im Harnisch; Öl auf Leinwand, Kulturhistorisches Museum Merseburg

Philipp von Sachsen-Merseburg (* 26. Oktober 1657 in Merseburg; † 1. Juli 1690 in Fleurus) war Angehöriger einer Seitenlinie der albertinischen Wettiner und Herzog von Sachsen-Merseburg-Lauchstädt. Er war der fünfte Sohn des Herzogs Christian I. von Sachsen-Merseburg und dessen Gemahlin Christiana, einer Tochter des Herzogs Philipp von Schleswig-Holstein-Sonderburg-Glücksburg.

## Leben

### Regierung in Lauchstädt
Um auch seine drei nachgeborenen Söhne standesgemäß versorgen zu können, wies ihnen Herzog Christian I. noch zu seinen Lebzeiten jeweils eigene kleine Herrschaftsbereiche als Apanagen zu, die jedoch weiter in Abhängigkeit von der Merseburger Hauptlinie blieben und deren Hoheitsrechte stark beschränkt waren. Philipp erhielt im Zuge dieser Verteilung 1684 das zum Hochstift Merseburg gehörige Amt Lauchstädt mit Stadt und Schloss Bad Lauchstädt samt nächstem Zubehör als eigene Residenz und begründete dadurch die Linie Sachsen-Merseburg-Lauchstädt. Philipp ließ das Schloss für sich und seine Familie standesgemäß ausbauen und die im Dreißigjährigen Krieg stark beschädigte und später abgetragene Stadtpfarrkirche wieder aufbauen. Im November 1685 konnte bereits die erste Taufe in der neuen Kirche im halbfertigen Kirchenschiff stattfinden.
Philipp widmete sich ganz seiner militärischen Karriere. Als Oberst im Dienste des Herzogs von Braunschweig und Offizier in der Reichsarmee gegen Ludwig XIV. fiel er im Pfälzischen Erbfolgekrieg in der Schlacht bei Fleurus.

### Tod und Bestattung
Herzog Philipp fiel am 1. Juli 1690 32-jährig in der Schlacht bei Fleurus. Er wurde nach Merseburg überführt und in einem Zinnprunksarg in der Fürstengruft des Merseburger Doms beigesetzt. Da er keine überlebenden männlichen Nachkommen hinterließ, fiel seine Apanage zurück an seinen Vater, der sie jedoch Philipps Witwe als Witwensitz überließ. Diese zog sich jedoch 1704 auf das ebenfalls zu Sachsen-Merseburg gehörige Schloss in Forst zurück.

## Ehen und Nachkommen
Seine erste Ehe schloss er am 9. Juli 1684 in Weimar mit Eleonore Sophie von Sachsen-Weimar, der Tochter Johann Ernsts II., Herzog von Sachsen-Weimar aus dessen Ehe mit Christina Elisabeth von Schleswig-Holstein-Sonderburg-Franzhagen.
Mit seiner ersten Frau hatte er folgende Kinder:
- Christiana Ernestina (* 16. September 1685 in Merseburg; † 20. Juni 1689 ebenda), Prinzessin von Sachsen-Merseburg-Lauchstädt
- Johann Wilhelm (* 27. Januar 1687 in Bad Lauchstädt; † 21. Juni 1687 in Merseburg), Erbprinz von Sachsen-Merseburg-Lauchstädt

18 Monate nach dem Tod seiner ersten Frau heiratete er am 17. August 1688 in Bernstadt Luise Elisabeth von Württemberg-Oels, die Tochter Christian Ulrichs I., Herzog von Württemberg-Oels aus dessen erster Ehe mit Anna Elisabeth von Anhalt-Bernburg.
Mit ihr hatte er einen Sohn:
- Christian Ludwig (* 21. Juli 1689 in Merseburg; † 6. Juni 1690 ebenda), Erbprinz von Sachsen-Merseburg-Lauchstädt